# Liste der Kulturdenkmäler in Dattenberg
In der Liste der Kulturdenkmäler in Dattenberg sind alle Kulturdenkmäler der rheinland-pfälzischen Ortsgemeinde Dattenberg aufgeführt. Grundlage ist die Denkmalliste des Landes Rheinland-Pfalz (Stand: 9. Februar 2023).

## Denkmalzonen
| Bezeichnung                 | Lage              | Baujahr                    | Beschreibung | Bild                           |
| --------------------------- | ----------------- | -------------------------- | --- | ------------------------------ |
| Denkmalzone Burg Dattenberg | Burgstraße 2 Lage | Mitte des 13. Jahrhunderts | kreisförmige Anlage, Bergfried, Reste des Berings der Kernburg, Mitte des 13. Jahrhunderts; historistische Villa, um 1890 | weitere Bilder Fotos hochladen |

## Einzeldenkmäler
| Bezeichnung                                 | Lage                                | Baujahr                            | Beschreibung | Bild                           |
| ------------------------------------------- | ----------------------------------- | ---------------------------------- | --- | ------------------------------ |
| Friedhofskapelle                            | Bornbergstraße Lage                 | 13. Jahrhundert                    | spätstaufischer Chor der ehemaligen Kirche St. Maria                                                                                        | Fotos hochladen                |
| Wegekreuz                                   | Burgstraße, vor Nr. 13 Lage         | 1699                               | Wegekreuz, bezeichnet 1699 | Fotos hochladen                |
| Hofanlage                                   | Burgstraße 14 Lage                  | 17. oder 18. Jahrhundert           | Winkelhof; Fachwerkhaus, teilweise massiv, 17. oder 18. Jahrhundert, stattliche Fachwerkstallscheune, 18. Jahrhundert, Fachwerknebengebäude | BW                             |
| Wohnhaus                                    | Burgstraße 27 Lage                  | 16. Jahrhundert                    | Fachwerkhaus, 16. Jahrhundert | BW                             |
| Wohnhaus                                    | Burgstraße 33 Lage                  | um 1700                            | Fachwerkhaus, teilweise massiv, um 1700 | BW                             |
| Wohnhaus                                    | Burgstraße 37 Lage                  | 18. Jahrhundert                    | Fachwerkhaus, 18. Jahrhundert; Gesamtanlage mit Hof und Fachwerknebengebäuden                                                               | BW                             |
| Grabenhof                                   | Hauptstraße 24 Lage                 | 17. und 18. Jahrhundert            | Winzergehöft, 17. und 18. Jahrhundert, bezeichnet 1633; Fachwerkwohnhaus mit Wirtschaftsgebäude                                             | BW                             |
|                                             | Hauptstraße 34 Lage                 | 18. oder frühes 19. Jahrhundert    | Fachwerkhaus, 18. oder frühes 19. Jahrhundert                                                                                               | BW                             |
| Wegekreuz                                   | Hauptstraße, vor Nr. 38 Lage        | 1719                               | Wegekreuz, bezeichnet 1719 | Fotos hochladen                |
| Wegekapelle                                 | Hauptstraße, Ecke Auf der Hohl Lage | 1858                               | Wegekapelle, kleiner Putzbau, bezeichnet 1858                                                                                               | Fotos hochladen                |
| Katholische Pfarrkirche Heilige Schutzengel | Kirchstraße 9 Lage                  | 1890–1892                          | neuspätromanische Säulenbasilika, Backstein, 1890–1892, Architekten Carl Rüdell und Richard Odenthal, Köln                                  | weitere Bilder Fotos hochladen |
| Wohnhaus                                    | Neustraße 13 Lage                   | 17. oder 18. Jahrhundert           | barocker Mansarddachbau | BW                             |
| Wohnhaus                                    | Römerwall 1 Lage                    | 18. Jahrhundert                    | langgestrecktes Fachwerkhaus, teilweise massiv, 18. Jahrhundert                                                                             | BW                             |
| Hof Ronig                                   | nordöstlich des Ortes Lage          | zweite Hälfte des 18. Jahrhunderts | stattliches Wohnhaus einer Hofanlage; Fachwerkbau, zweite Hälfte des 18. Jahrhunderts                                                       | BW                             |